# Rood-witte tangare
De rood-witte tangare (Chrysothlypis salmoni) is een zangvogel uit de familie Thraupidae (tangaren).

## Verspreiding en leefgebied
Deze soort komt voor op de Pacifische helling van de Andes van Colombia en noordwestelijk Ecuador.